# Leptis Magna
Leptis ali Leptis Magna, znana tudi po drugih imenih v antiki, je bilo vidno mesto antične Kartagine in rimske Libije ob ustju Wadi Lebdam v Sredozemlju, danes del mesta Khoms.
Ustanovljena pod Feničani v 7. st. pr. n. št. se je močno razširila pod rimskim cesarjem Septimijem Severom (vladal 193–211), ki je bil rojen v mestu. Tu je bila nameščena 3. Avgustova legija, ki je branila mesto pred berberskimi vpadi. Po razpadu legije pod Gordijanom III. leta 238 je bilo mesto v poznejšem delu 3. stoletja vse bolj odprto za napade. Dioklecijan je mesto ponovno postavil kot glavno mesto dežele in znova je napredovalo, dokler ga niso leta 433 zasedli Vandalom. Leta 533 so ga ponovno vključili v Bizantinsko cesarstvo, vendar so ga še naprej mučili berberski napadi in si nikoli ni povrnilo prejšnjega pomena. Podrto je bilo pod muslimansko invazijo okoli leta 647 in je bilo opuščeno.
Njegove ruševine so v današnjem mestu Khoms v Libiji, 130 km vzhodno od Tripolija. So med najbolje ohranjenimi rimskimi najdišči v Sredozemlju. Leta 1982 je bilo uvrščeno na seznam Unescove svetovne dediščine.

## Ime
Punsko ime naselja je bilo napisano LPQ (Punsko) ali LPQY. To je bilo predhodno povezana s semitskim korenom (v arabščini) LFQ, kar pomeni 'zgraditi' ali 'sestaviti skupaj', verjetno v zvezi z gradnjo mesta.
To ime so helenizirali kot Léptis Megálē (grško: Λέπτις μεγάλη, 'Veliki Leptis'), kar ga je ločilo od 'Manlega Leptisa' bližje Kartagini v sodobni Tuniziji. Grki so ga poznali tudi kot Neápolis (Νεάπολις, 'Novo mesto'). Latinizacija teh imen je bila Lepcis ali Leptis Magna ('Veliki  Leptis'), ki se je pojavila tudi kot 'Leptimagneško mesto (latinsko: Leptimagnensis Civitas). Latinski demonim je bil 'Leptitan' (Leptitanus). Bil je znan tudi kot Ulpia Traiana kot rimska kolonija. Njegovo italijansko ime je Lepti Maggiore, arabsko ime pa Labdah (لَبْدَة).

## Zgodovina

### Feničani
Feničansko mesto je bilo ustanovljeno v drugi polovici 7. stoletja pred našim štetjem. V tem času je o Leptisu malo znanega, vendar se zdi, da je bil dovolj močan, da je odvrnil Doriejev (Doriej (umrl ok. 510 pr. n. št.; grško Δωριεύς) je bil špartanski knez iz dinastije Agiadov) poskus ustanovitve grške kolonije v bližini okoli leta 515 pred našim štetjem. Kot večina zahodnih feničanskih naselij je tudi Leptis postal del Antične Kartagine in padel pod rimski nadzor po padcu Kartagine v punskih vojnah. Leptis je ostal neodvisen nekaj časa po okoli leta 111 pr. n. št.

### Rimska republika
Rimska republika je poslala nekaj kolonistov skupaj z majhnim garnizonom, da bi nadzirala mesto. Mesto je uspevalo in mu je bilo dovoljeno celo kovati svoj denar v srebru in bronu. Kovanci so odsevali mešanico kultur, nosili punske napise poleg slik Herkula in Dioniza. Kmalu so se v mestu naselili italijanski trgovci in začeli donosno trgovino z libijsko notranjostjo. Mesto je bilo odvisno predvsem od rodovitnosti okoliških kmetijskih površin, kjer so izkopali številne oljčne stiskalnice. Do leta 46 pred našim štetjem je bila proizvodnja oljčnega olja tako velika, da je mesto lahko Juliju Cezarju letno zagotovilo tri milijone funtov olja.

### Rimsko cesarstvo
V času Avgustove vladavine je bil Leptis Magna razvrščen kot Civitas libera et immunis oziroma svobodna skupnost, nad katero je imel guverner absolutni minimum nadzora. Kot tak Leptis obdrži na čelu svoje vlade dva sufeta, rang podoben rimskim edilom, kot manjši sodniki. Poleg tega so bili takšni sveti uradniki, kot je 'addir' ali praefectus sacrorum, nēquim ēlīm in verjetno sveti kolegij s petnajstimi člani. Ti uradi so bili še vedno v veljavi, ko je bil Leptis med Neronovo vladavino nekje med letoma 61. in 68. določen kot 'municipij' z določeno stopnjo rimskih pravic in privilegijev.
Leptis Magna je ostal tak do vladavine rimskega cesarja Tiberija, ko sta mesto in okolica formalno vključena v cesarstvo kot del afriške pokrajine. Kmalu je postalo eno vodilnih mest rimske Afrike in glavno trgovsko mesto. Mesto je pod rimsko upravo hitro raslo. Med vladanjem Nerona je bil zgrajen amfiteater. Naselje je bilo kolonija pod Trajanom (vladal 98–117).
Leptis je svoj največji pomen dosegel že leta 193, kot rodno mesto cesarja Septimija Severa. Sever je bil naklonjen svojemu rojstnemu mestu nad vsemi drugimi mesti provinc, zgradbe in bogastvo, ki jih je imel v njem, pa so Leptis Magno naredili za tretje najpomembnejše mesto v Afriki, saj je bil konkurenca Kartagini in Aleksandriji. Leta 205 je s cesarsko družino obiskal mesto in mu podelil velike časti. Med spremembami, ki jih je uvedel Sever, so bile ustanovitev veličastnega novega foruma in obnova dokov. Naravni pristanišče je imelo nagnjenost k zamuljevanju, in  Severove spremembe so to še poslabšale. Vzhodni pomoli so izredno dobro ohranjeni, saj so jih redko uporabljali.
Leptis se je v tem obdobju prekomerno razširil. Med krizo 3. stoletja, ko je trgovina hitro upadala, je tudi upadel tudi pomena Leptis Magne. Sredi 4. stoletja, še preden ga je leta 365 cunami, zaradi potresa na Kreti, popolnoma opustošil, so bili zapuščeni veliki deli mesta. Amijan Marcelin pripoveduje, da je krizo poslabšal skorumpiran rimski guverner po imenu Roman, ki je med velikim plemenskim napadom zahteval podkupnine za zaščito mesta. Razrušeno mesto teh ni moglo plačati in se pritožilo cesarju Valentinijanu I., Roman pa je nato na sodišču podkupoval ljudi in urejal, da bodo leptanski odposlanci kaznovani »zaradi vložitve lažnih obtožb«. Uživalo je v manjši renesansi, ki se je začela v času cesarja Teodozija I..

### Kraljestvo Vandalov
Leta 439 so Leptis Magna in ostala mesta Tripolitanije padla pod nadzor Vandalov, ko je njihov kralj Gajzerik od Rimljanov zajel Kartagino in jo naredil za svojo prestolnico. Na žalost za prihodnost Leptis Magne je Gajzerik ukazal porušiti obzidje mesta, da bi ljudi odvrnil od uporništva proti vandalski vladavini. Prebivalci Leptisa in Vandali so za to plačali veliko ceno leta 523, ko je skupina berberskih napadalcev opustošila mesto.

### Bizantinsko cesarstvo
Belizar, general cesarja Justinijana I. iz bizantinskega cesarstva, je deset let pozneje v imenu rimskega cesarstva zajel Leptis Magno in leta 533/4 ponovno vključil v cesarstvo. Leptis je postal provincialna prestolnica Bizantinskega cesarstva, vendar si ni nikoli opomogel od uničenja, ki so mu ga prizadeli Berberi. Leta 544 so mesto, pod prefekturo Sergija, močno napadla berberska plemena in po nekaterih uspehih se je bil Sergij prisiljen umakniti v mesto, plemenska konfederacija Laguatan pa je taborila pred vrati in zahtevala plačilo. Sergij je v mesto sprejel osemdeset poslancev, da bi predstavili svoje zahteve, toda ko se je Sergij odpravil, da bi zapustil konferenco, ga je en namestnik zagrabil za roko drugi pa stisnil. To je izzvalo častnika straže, da je ubil namestnika, ki je položil roko na prefekta, kar je povzročilo splošen pokol. Berberi so se odzvali z vsesplošnim napadom in Sergij je bil na koncu prisiljen zapustiti Leptis in se umakniti Kartagino.

### Islamska zasedba
Do 6. stoletja je bilo mesto popolnoma pokristjanjeno. Med desetletjem 565–578 našega štetja so se krščanski misijonarji iz Leptis Magne celo začeli seliti med berberskimi plemeni daleč na jug do Fezzana v Libijski puščavi in spreobrnili Garamante. Številne nove cerkve so bile zgrajene v 6. stoletju , vendar je mesto še naprej nazadovalo in bilo do arabskih osvojitev okrog 647 večinoma opuščeno, razen bizantinskih garnizij in prebivalstva z manj kot 1000 prebivalci. Pod arabsko prevlado je Leptis izginil: do 10. stoletja je bilo mesto pozabljeno in v celoti pokrito s peskom.

### Izkopavanja
Danes je mesto Leptis Magna mesto nekaterih najveličastnejših ruševin rimskega obdobja.
Del starodavnega templja so leta 1816 iz Leptis Magne prinesli v Britanski muzej in ga leta 1826 postavili v kraljevi rezidenci Fort Belvedere v Angliji. Zdaj leži v delu parka Windsor Great Park. Ruševine so med južno obalo Virginia Water in Blacknest Road v bližini stičišča z A30 London Road in Wentworth Drive.
Ko so Italijani v začetku 20. stoletja osvojili italijansko Libijo, so se veliko posvečali ponovnemu odkritju Leptisa Magne. V zgodnjih 1930-ih so italijanske arheološke raziskave znova pokazale pokopane ostanke skoraj vsega mesta. Pod rimskim gledališčem so našli nekropolo iz 4. in 3. stoletja pred našim štetjem.
Junija 2005 je bilo razkrito, da so arheologi z univerze v Hamburgu delali ob obali Libije, ko so odkrili 9 m dolge pet barven mozaik, ustvarjen v 1. ali 2. stoletju. Mozaiki z izjemno jasnostjo prikazujejo upodobljene bojevnike v boju z jeleni, štiri mladeniče, ki se borijo z bikom in gladiatorja, ki počiva v stanju utrujenosti in bulji v svojega pobitega nasprotnika. Mozaiki so krasili stene hladnega potopnega bazena v kopalni hiši v rimski vili pri Wadi Lebda v Leptis Magni. Gladiatorski mozaik znanstveniki označujejo za enega najlepših primerov reprezentativne mozaične umetnosti, kar so jih je kdaj koli videli – »mojstrovino, primerljivo po kakovosti z Aleksandrovim mozaikom v Pompejih«. Mozaike so prvotno odkrili leta 2000, vendar so jih skrivali, da bi se izognili ropanju. Trenutno so na ogled v muzeju Leptis Magna.
Obstajala so neutemeljena poročila, da so pro-Gadafijeve sile med libijsko državljansko vojno leta 2011 uporabljale Leptis Magna kot zaščito za tanke in vojaška vozila  Na vprašanje o možnosti izvedbe zračnega napada na zgodovinsko mesto je Nato zavrnil možnost takega ukrepanja, češ da ni mogel potrditi poročila upornikov, da se na kraju skriva orožje.

## Znamenitosti
Med ruševinami mesta je zelo dobro ohranjen slavolok Septimija Severa, rimske terme, stari in novi forum, tržnice, skladišča in sijajno gledališče. Na drugi strani reke Lebde, preko doline, je tudi obnovljen amfiteater in mesto kjer je bil hipodrom. Kot celota je Leptis Magna najbolje ohranjeno rimsko mesto nasploh.
Čeprav je bilo zgrajeno v času vladavine Avgusta in Tiberija, ga je Septimij Sever v celoti preoblikoval in okrasil z novimi stavbami neoklasicističnega rimskega sloga. Njegov forum, bazilika in slavolok so med najnaprednejšimi primeri rimske umetnosti, na katero so v veliki meri vplivali afriška in vzhodnjaška tradicija. Skulpture z bazilike, ki so bile najdene na najdišču, kot tudi tiste iz slavoloka in so danes v muzeju v Tripoliju, so inovativne oblike ostrih volumnov, da bi bile vidne na ostrem afriškem soncu. 
Antično mestno pristanišče z umetnim bazenom površine 102.000 m², ima še vedno pristanišče, priveze, utrdbe, skladiščne prostore in kleti. Začeta še pod cesarjem Neronom in končana pod Septimijem Severom, so primer najrazvitejše rimske tehnologije s svojimi kanali in zapornicami, ki so regulirali reko Lebdu da ne bi prehitro iztekala v morje in zamuljila pristanišče.
Tržnica vsebuje votivni lok, kolonado in trgovine in je med najboljše ohranjenimi deli mesta.

## Galerija
- Stebri na podstavku
- Stebri na podstavku
- Gledališče
- Razvaline
- Mala vrata (zahodna stran)
- Gledališče
- Gledališče
- Amfiteater
- Tržnica
- Slavolok Septimija Severa
- Nekaj Leptis Magne še ni bilo izkopane
- Eden od vhodov v gledališče (zunanji pogled)
- Pogled na Leptis Magna z gledališkega zidu
- Pogled na ulico (od slavoloka Septimija Severa do Trajanovega slavoloka)
- Tržnica
- Tržnica
- Pretvornik mer, tržnica (ustanovljeno 8. ali 9. pr. n. št.) (feničanska kolonija)
- Severova bazilika, 2stoletje
- Stopnišče znotraj bazilike
- Dekorativni stebri v baziliki Septimija Severa
- Severova bazilika
- Forum v Leptis Magna, 2. stoletje